# HOT式反坦克飛彈

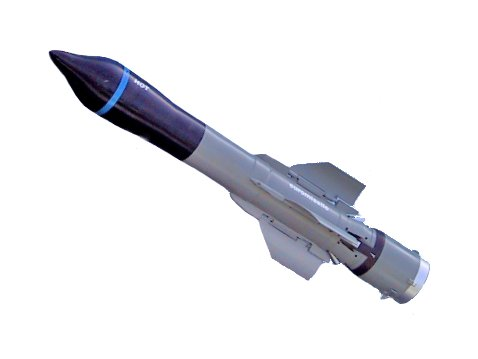
HOT式反坦克飛彈

HOT式反坦克飛彈（又稱霍特反坦克飛彈）是由法國和德國（當時的西德）共同研發出來的反坦克飛彈，HOT即是"High Subsonic Optical Remote-Guided, Tube-Launched"的縮寫，意即"高次音速、光學遙控、筒射"。
HOT式作為重型反坦克飛彈主要由武裝直昇機（例如:瞪羚直升機）和裝甲車輛（例如：Jaguar 1）發射，其彈頭採用高爆反坦克彈設計，能炸穿800至1,250毫米厚鋼裝甲。
如同大多數第二代反坦克飛彈，HOT式仍是有線導引，最遠射程約為4公里。

## 主要型號
- HOT 1

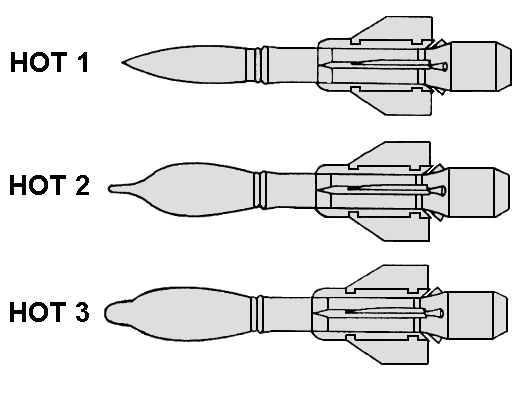
HOT式飛彈型號

HOT式基本型，1964年開始研製至1977年裝備部隊
- HOT 2

1985年推出的改良型，穿甲威力增至900毫米
- HOT 3

1993年推出，改用串聯引信的改良型以對付爆炸反應裝甲，穿甲威力增至1,250毫米

## 使用國家

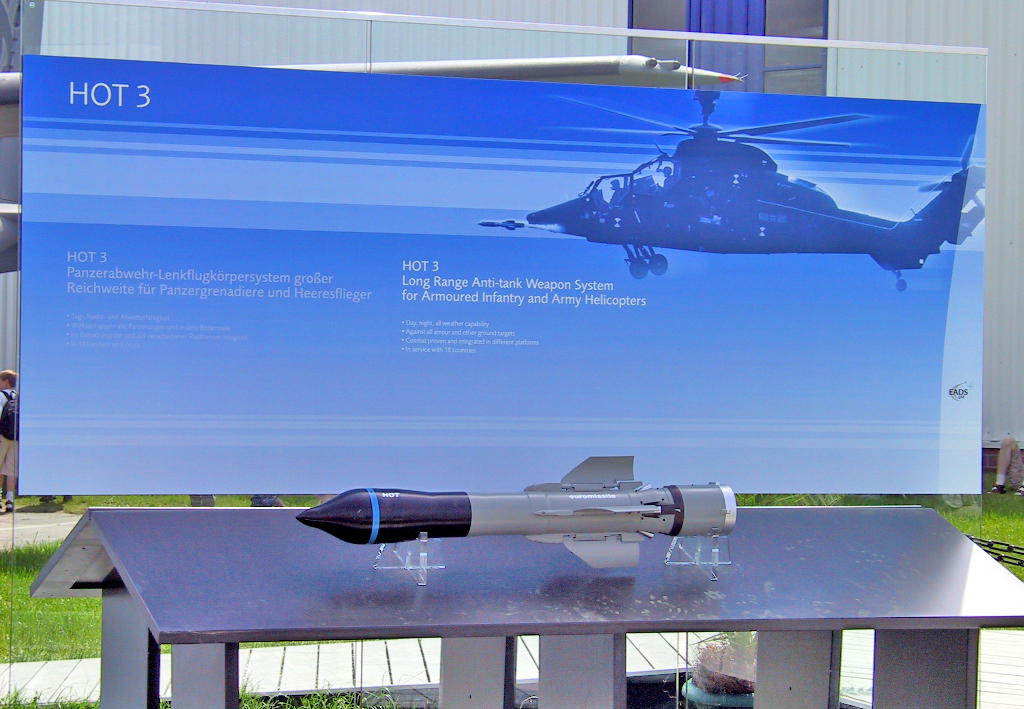
HOT 3

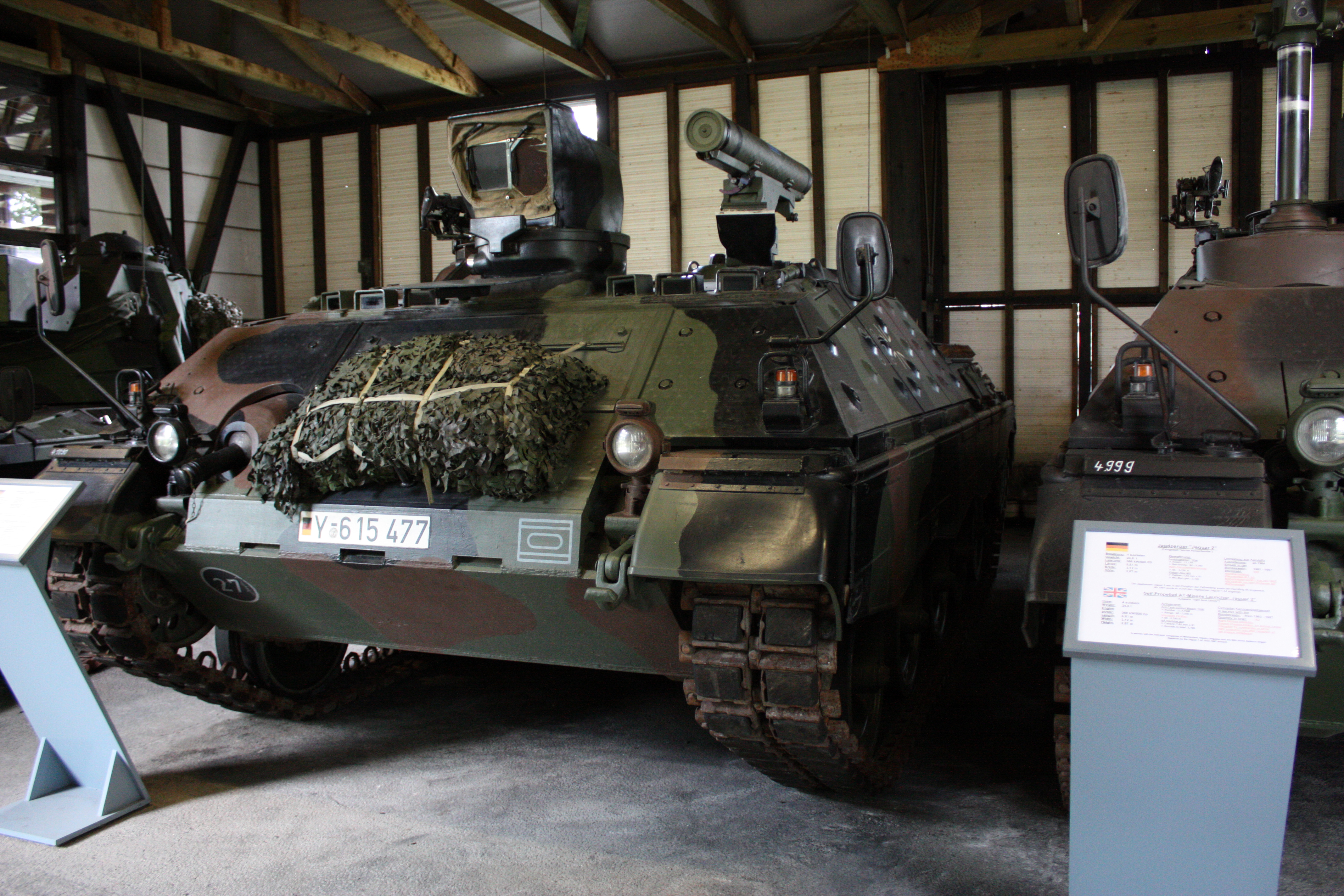
德國陸軍裝備HOT式飛彈的Jaguar 1

- 法國
- 德国
- 中华人民共和国
- 安哥拉
- 奥地利
- 喀麦隆
- 賽普勒斯
- 埃及
- 伊拉克
- 科威特
- 黎巴嫩
- 摩洛哥
- 沙烏地阿拉伯
- 西班牙
- 叙利亚
- 突尼西亞
- 阿联酋